# Manihot handroana
Manihot handroana är en törelväxtart som beskrevs av Neusa Diniz da Cruz. Manihot handroana ingår i släktet Manihot och familjen törelväxter. Inga underarter finns listade i Catalogue of Life.